# Vida Marvada
Vida Marvada é o vigésimo sétimo álbum de estúdio da dupla Chitãozinho & Xororó, lançado em 2006 pela gravadora Universal Music. A dupla trouxe convidados para seu disco, dentre eles o rapper C4bal na faixa-título do disco, as cantoras de axé Ivete Sangalo e Margareth Menezes na regravação de "Beijinho Doce" e também de Roberto Carlos, com quem cantaram em "Arrasta Uma Cadeira", lançada antes no CD de 2005 do cantor. 
A dupla tentou ousar, colocando um rap em uma das canções mais modernas da dupla neste álbum. "O som é mais explícito, cru e direto. É até mais pesado. Acho que nunca trabalhamos com tantas variáveis antes", disse Chitãozinho. Além disso, a faixa "É Amor, É Paixão" também ganhou grande destaque por estar na trilha sonora da novela Sinhá Moça e ainda há uma regravação do clássico do cancioneiro mexicano "Malagueña Salerosa", num tom mais pesado e rápido, mas com a pegada da rancheira trazendo a originalidade. Também teve a recriação de "Será Que Eu Sou", gravada inicialmente em 1989. Foi vencedor da categoria de Melhor Álbum de Música Regional/Raízes Brasileiras do Latin Grammy meses depois de ter sido lançado.

## Faixas
| N.º | Título                                                    | Compositor(es)                                                         | Duração |  |
| 1.  | "Vida Pelo Avesso"                                        | Ivone Ribeiro / Joel Marques                                           | 3:28    |  |
| 2.  | "Beijinho Doce" (part. Ivete Sangalo e Margareth Menezes) | Nhô Pai                                                                | 2:48    |  |
| 3.  | "É Amor, É Paixão"                                        | Xororó                                                                 | 3:05    |  |
| 4.  | "Gosto"                                                   | José Augusto                                                           | 3:45    |  |
| 5.  | "Vida Marvada" (part. C4bal)                              | Cacá Morais / Gil Cardoso                                              | 3:31    |  |
| 6.  | "Cara no Muro"                                            | Xororó                                                                 | 3:53    |  |
| 7.  | "Malagueña Salerosa"                                      | Elpidio Ramírez / Pedro Galindo                                        | 4:04    |  |
| 8.  | "Uma Noite"                                               | Tonny / Kléber / Chitãozinho                                           | 2:57    |  |
| 9.  | "Você Perto de Mim (If You Ever Stop Loving Me)"          | Bob DiPiero / Rivers Rutherford / Tom Shapiro (versão: Tonny / Xororó) | 3:00    |  |
| 10. | "Mulher Sempre Mulher"                                    | Baduy                                                                  | 2:49    |  |
| 11. | "Será Que Eu Sou"                                         | Moacyr Franco / Marcos Silvestre                                       | 3:39    |  |
| 12. | "Um Minuto Sem Você"                                      | Xororó                                                                 | 3:24    |  |
| 13. | "O Mineiro e o Italiano"                                  | Teddy Vieira / Nelson Gomes                                            | 3:14    |  |
| 14. | "Arrasta Uma Cadeira" (part. Roberto Carlos)              | Roberto Carlos / Erasmo Carlos                                         | 5:00    |  |